# Dashuiqiao Shuiku
Dashuiqiao Shuiku (kinesiska: 大水桥水库) är en reservoar i Kina. Den ligger i provinsen Guangdong, i den södra delen av landet, omkring 440 kilometer sydväst om provinshuvudstaden Guangzhou. Dashuiqiao Shuiku ligger 49 meter över havet. Arean är 6,5 kvadratkilometer. Den sträcker sig 4,1 kilometer i nord-sydlig riktning, och 5,9 kilometer i öst-västlig riktning.
Genomsnittlig årsnederbörd är 2 134 millimeter. Den regnigaste månaden är juli, med i genomsnitt 396 mm nederbörd, och den torraste är februari, med 26 mm nederbörd.